# 林正樹
林 正樹（はやし まさき、1978年12月13日 - ）は、日本のピアニスト・作曲家。東京都生まれ。

## 人物
慶應義塾普通部、慶應義塾高等学校、慶應義塾大学法学部法律学科卒業。
渡辺貞夫、小野リサ、菊地成孔、椎名林檎など、多岐にわたる様々なジャンルの音楽業界の重要人物のプロジェクトに参加しているジャズ・ピアニスト。
多種多様な音楽的要素を内包したソングライティングと繊細さが融合した演奏スタイル、そしてその作曲・編曲能力は、ジャンルを超えて各界で高く評価されている。
中学時代より独学で音楽理論を学び、その後、佐藤允彦、大徳俊幸、国府弘子らに師事。ジャズピアノや作編曲などを習得する。
プロとしての初仕事は、大学1年生の時に民謡歌手の伊藤多喜雄のバンドにピアニストとして抜擢されて回った南米ツアー。そこで日本の音楽、南米の音楽などの様々なワールドミュージックに触れたことがジャズにこだわらず色々なジャンルをやりたいと思うようになったきっかけだった。
自作曲を中心とするソロでの演奏や自身のプロジェクトの活動のほか、多数の音楽ユニットに在籍する。
近年は「クアトロシエンス」での韓国人チェリストのソン・ヨンフンとの韓国・香港コンサートや「のぶまさき」でのパリ・トルコツアー、「Salle Baveau」のヨーロッパツアーなど、活動の場を国外にも広げている。

## 経歴
5歳よりピアノを始め、中学生の時にポピュラー音楽に目覚め、独学で音楽理論の勉強を始める。
高校生の時にビル・エヴァンスが演奏する「いつか王子様が」に衝撃を受け、ジャズの道に進むことを決意、すぐにヤマハ音楽教室でジャズ・ピアノを教わるようになる。高校三年生の頃には音楽学校メーザー・ハウスに通うようになり、大学進学後の2年目からは日本ジャズ界の大御所のピアニスト佐藤允彦に師事。
大学在学中の1997年12月、伊藤多喜雄 & Takio Bandの南米ツアー（パラグアイ、チリ、アルゼンチン）に参加し、プロの音楽家としてのキャリアをスタートさせる。
メーザーハウスと大学を卒業した頃から小松亮太、中西俊博など著名な音楽家との共演も増えていき、それに伴いスタジオミュージシャンとしてのレコーディング参加、サイドマンとしてのバンドへの参加も増えていく。
2007年にSalle Gaveau、2008年からは菊地成孔とペペ・トルメント・アスカラールに第二期メンバーとして参加。
2008年4月、オリジナル曲を集めた初のピアノ・ソロアルバム『Flight for the 21st』をリリース。
2009年、NHK「ドキュメント20min」などのテーマ音楽も担当する。
2011年3月に「林正樹STEWMAHN」の1stアルバム『Crossmodal』をリリース。
2012年4月からスタートしたNHKの新しい福祉番組「ハートネットTV」のテーマ曲を担当。
2016年、オリジナル楽曲のみで構成されたピアノソロアルバム『Lull』をリリース。
2016年、舞台「書く女」(主演:黒木華 / 作,演出:永井愛)の音楽を担当。
2017年、舞台「オーランドー」(主演:多部未華子/演出:白井晃)の音楽を担当。
2021年 映画「すばらしき世界」（主演：役所広司／監督：西川美和）の音楽を担当。
2022年  映画「すばらしき世界」の音楽で、第76回毎日映画コンクール音楽賞を受賞。

## 主な共演アーティスト
- 伊藤君子
- 伊藤多喜雄
- 小野リサ
- 川井郁子
- 小松亮太
- サーカス
- 椎名林檎
- デーモン閣下
- 中川英二郎
- 中西俊博
- 長谷川きよし
- 古澤巌
- 牧野竜太郎
- 南佳孝
- 吉田和雄
- ROLLY
- 渡辺貞夫

## 在籍したことのある主なグループ
Archaic（アルカイック）
パーカッショニスト仙道さおりとのユニット。2001年に結成。電気を通さないアコースティックにこだわった世界を追求。
West/Rock/Woods
オルタナ･ジャズの先鋭的ピアノトリオ。メンバーはWest/西嶋徹(ベース）、Rock/岩瀬立飛（ドラムス）、Woods/林正樹（ピアノ）。
宴 [u-ta-ge]
やぢまゆうぢ (エレクトリックベース) 、岩瀬立飛（ドラムス）とのジャズピアノトリオ。
エリック宮城 EM Band
エリック・ミヤシロをリーダーとするビッグバンド。1995年結成。
菊地成孔とペペ・トルメント・アスカラール
2005年結成の菊地成孔をリーダーとする12人編成のスモール･オーケストラ。
Cuatrocientos（クアトロシエントス）
2000年にヴァイオリニスト会田桃子が立ち上げた現代タンゴバンド。メンバーは会田桃子（ヴァイオリン）、北村聡（バンドネオン）、林正樹（ピアノ）、西嶋徹（コントラバス）。
clepsydra（クリプシドラ）
2006年2月に井上淑彦が集めたセッションがきっかけで結成、ユニット名は仙道さおりが命名。メンバーは井上淑彦（サックス）、仙道さおり（パーカッション）林正樹（ピアノ）佐藤芳明（アコーディオン）。
KOKOPELLI（ココペリ）
ヴォイス・インプロヴァイザーのさがゆきとのユニット。
Salle Gaveau（サルガヴォ）
2003年結成のタンゴバンド。鬼怒無月のリーダーユニット。鬼怒無月（ギター）、佐藤芳明（アコーディオン）、鳥越啓介（コントラバス）とのタンゴバンド。林は2005年から参加。
シャバヒゲ
ドラマー/打楽器奏者の小林武文とのユニット。
STEWMAHN（ストゥーマン）
自身のリーダーバンド。林のピアノを中心に、サックス、ディジュリドゥーなどあらゆる吹奏楽器を操るオーストラリア出身のアンディ・ベヴァン、ジャズだけでなく邦楽にも精通する打楽器奏者・堀越彰、クラシックからクラブミュージックまで幅広い音楽を網羅するコントラバスの西嶋徹の4人が集まり2001年に結成されたカルテット。バンド名は「シチュー（混合）」と「四柱」、そしてメンバー4人のイニシャルを組み合わせた造語。
SPICK & SPIN（スピック&スピン）
Double Torus（ダブルトーラス）
田中邦和＋林正樹。テナーサックス田中邦和とのデュオ。
THE CELLO ACOUSTICS（チェロ・アコースティックス）
ジャズ・チェリストの吉川よしひろを中心としたチェロ・アンサンブル・グループ。
のぶまさき
生音でのアンサンブルをコンセプトとした田中信正とのピアノ連弾デュオ。
Blue Note Tokyo All Star Jazz Orchestra（ブルーノート東京オールスター・ジャズ・オーケストラ）
Banksia Trio
　須川崇志（ベース）、石若駿（ドラム）とのピアノトリオ。
間を奏でる
2014年結成。堀米綾（アイリッシュ・ハープ）、磯部舞子（ヴァイオリン、ヴィオラ）、織原良次（フレットレスベース）、小林武文（パーカッション）との5人編成。
渡辺貞夫カルテット、渡辺貞夫クインテット

## 主な作品
ソロアルバム
- Flight for the 21st（2008年4月23日）
- teal（2013年3月13日）
- Pendulum（2015年9月2日）
- Lull（2016年11月2日）

宴
- 宴（2002年8月21日）
- あめつちほしそら（2003年11月19日）
- Tappy（2006年7月5日）

アルカイック
- archaic（2003年12月24日）
- pega-pega（2010年2月24日）

林正樹/西嶋徹
- Passage（2004年3月10日）
- El retratador（2014年6月4日）

クアトロシエントス
- 四月のうた（2005年1月26日）
- El sabor de CUATROCIENTOS（2009年7月6日）

West/Rock/Woods
- JAMZZ#1（2005年4月20日）
- JAMZZ#2（2006年8月23日）
- JAMZZ#3（2009年12月2日）

中西俊博 meets 林正樹
- Ballads（2005年12月14日）
- Ballads 2（2006年12月20日）

KOKOPELLI
- Spirit of the Forest（2006年6月28日）

Salle Gaveau
- Alloy（2007年2月18日）
- Strange Device（2008年6月25日）
- La Cumparsita（2010年6月23日）

菊地成孔とペペ・トルメント・アスカラール
- 記憶喪失学（2008年10月29日）
- ニューヨーク・ヘルソニック・バレエ（2009年10月28日）
- 戦前と戦後（2014年3月19日）
- 夜の歴史（2014年5月7日）

林正樹 STEWMAHN
- Crossmodal（2011年3月14日）

clepsydra
- un jour（2011年5月11日）

田中邦和/林正樹
- Double Torus（2012年9月12日）

間を奏でる
- doux（2014年6月4日）